# گمینا فیلیپوو
گمینا فیلیپوو (به لهستانی:  Gmina Filipów) یک گمینا در لهستان است که در شهرستان سوواوکی واقع شده‌است. گمینا فیلیپوو ۱۵۰٫۳۵ کیلومتر مربع مساحت و طبق آخرین سرشماری در سال ۲۰۰۶ این شهر ۴٬۴۷۸ نفر جمعیت دارد.